# Arsace de Constantinople
Arsace de Constantinople (en grec : Αρσάκιος) est patriarche de Constantinople de 404 à 405.

## Biographie
Arsace de Tarse, frère de Nectaire, exerce son bref patriarcat du 27 juin 404 à sa mort le 11 novembre 405.